# Loreto (Dinagatöarna)
Loreto (Bayan ng Loreto) är en kommun i Filippinerna. Kommunen tillhör provinsen Dinagatöarna och ligger på ön med samma namn. Folkmängden uppgår till 8 751 invånare.
Loreto är indelat i 10 barangayer.